# Bianca Ceva
Bianca Ceva (Pavia, 10 de abril de 1897–Milán, 18 de junio de 1982) fue una crítica literaria, traductora y docente italiana, partisana adherente al Partido de Acción (Partito d'Azione) italiano.
Licenciada en Letras en la Universidad de los Estudios de Pavía y posteriormente en Filosofía, estuvo en contacto con intelectuales antifascistas como Benedetto Croce, Tommaso Gallarati Scotti, Francesco Flora y Umberto Zanotti Bianco. Se dedicó a la enseñanza hasta 1931, cuando fue destituida de la docencia por ser antifascista y afiliada al movimiento político Giustizia e Libertà, del cual su hermano Umberto, que se había suicidado en la cárcel en 1930, había sido el fundador y militante con Ferruccio Parri, Riccardo Bauer y Ernesto Rossi. Siguió trabajando en la Pinacoteca de Brera y oponiéndose al régimen fascista afiliándose al Partido de Acción.
Después de la caída de Mussolini, en agosto de 1943 retomó la enseñanza en el Instituto Beccaria de Milán, el cual había dejado para dedicarse activamente a la Resistencia. En diciembre de 1943 Bianca Ceva fue encarcelada y en agosto de 1944 fue sometida a juicio y condenada por el Tribunal militar de Milán, que la reenvió al Tribunal Especial para una nueva condena. En octubre del mismo año la profesora logró escapar de la cárcel donde esperaba para ser juzgada, y alcanzó a los partisanos de Oltrepò Pavese.
Después de la Liberación en 1945 retomó la enseñanza y llegó a ser directora del Instituto Beccaria. Desde 1955 hasta 1971 fue secretaria general del Instituto Nacional para la Historia del Movimiento de Liberación en Italia.